# The Eraser
The Eraser je první studiové album anglického hudebníka Thoma Yorka. Vydáno bylo v červenci roku 2006 společností XL Recordings. Jeho producentem byl Nigel Godrich, dlouholetý spolupracovník Yorkeovy domovské skupiny Radiohead, a autorem obalu byl Stanley Donwood, jenž se skupinou rovněž spolupracoval. Na albu se podílel také další člen skupiny, Jonny Greenwood. V britské hitparádě UK Albums Chart se umístilo na první příčce, zatímco v americké Billboard 200 dosáhlo druhé. Album bylo nominováno na ceny Mercury Prize a Grammy.

## Seznam skladeb
Autorem všech skladeb je Thom Yorke, výjimkou je „The Eraser“, jejíž autory jsou Thom Yorke a Jonny Greenwood.
1. „The Eraser“ – 4:55
2. „Analyse“ – 4:02
3. „The Clock“ – 4:13
4. „Black Swan“ – 4:49
5. „Skip Divided“ – 3:35
6. „Atoms for Peace“ – 5:13
7. „And It Rained All Night“ – 4:15
8. „Harrowdown Hill“ – 4:38
9. „Cymbal Rush“ – 5:15